# Notarthrinus lugra
Notarthrinus lugra är en fjärilsart som beskrevs av Druce 1895. Notarthrinus lugra ingår i släktet Notarthrinus och familjen juvelvingar. Inga underarter finns listade i Catalogue of Life.